# Крона (громадська організація)
Гендерний інформаційно-аналітичний центр «КРОНА» (ГІАЦ «КРОНА») — українська неурядова громадська організація, заснована 1997 року у Харкові, основна мета якої — освітньо-просвітницька діяльність, спрямована підвищувати обізнаність освітян, молоді, працівників медіа, державних службовців у гендерних питаннях. Організація заохочує утвердження демократичних цінностей в українському суспільстві, сприяє подоланню гендерної нерівності та вдосконаленню гендерної політики в Україні.
ГІАЦ «КРОНА» веде активну видавничу діяльність. З 2003 року видає науково-публіцистичний гендерний журнал «Я», а також власно створені наукові посібники для освітян та журналістів, дослідницькі звіти, аналітичні та довідкові матеріали. Починаючи з 2010 року, ініціює створення та реалізацію проєктів неформальної освіти та гендерних освітніх програм.

## Історія заснування
Організацію створено у 1997 під час виконання у Харкові міжнародного проєкту «Створення освітньої майстерні з локальної самодопомоги і розвитку громадських ініціатив в Україні» за підтримки Східно-Західного Жіночого Центру «OWEN» (Берлін, Німеччина). Організація офіційно зареєстрована у 1999 році як «Харківська жіноча організація», а у серпні 2014 року офіційно перейменована на «Гендерно-аналітичний центр «КРОНА».
За час свого функціонування організація пройшла кілька етапів розвитку. У 1996 році об’єдналося декілька жіночих груп самодопомоги навколо «Материнського центру „Крона“», створеного ініціативною жіночою групою. Оскільки той період в історії України відзначився суспільними трансформаціями та вимагав від жінки потужності та активності, то наснаження жінок та консолідація жіночого досвіду стали головними завданнями організації. Перетворення у повноцінну жіночу організацію відбулося у 1999 році. Оформившись у громадську організацію, жінки отримали більше важелів для безпосередньої участі у розбудові громадянського суспільства.
Період з 2000 до 2010 року означився розширенням діяльності та виконанням низки проєктів з неформальної освіти. До основної місії — сприяти розвитку соціально-політичної активності жіночого руху — додалося прагнення змінювати освітні стандарти, рівень обізнаності суспільства у гендерній тематиці та виховувати гендерно-чутливу молодь.

## Основна діяльність
Гендерний інформаційно-аналітичний центр «КРОНА» здійснює просвітницьку, аналітичну та видавничу діяльність. Фінансову підтримку в реалізації своїх проєктів та ініціатив організація отримує від Представництва Фонду імені Гайнріха Бьолля в Україні.
Одним з важливих аспектів активності організації є систематична публікаційна робота. Використовуючи різні інформаційні канали, ГІАЦ «КРОНА» публікує новини, відеоматеріали, інформацію про видатних особистостей та тематичні події, які покликані впливати на суспільне сприйняття проблем гендерної нерівності та забезпечувати читачів актуальними знаннями щодо фактичних зрушень у вирішенні гендерних проблем в Україні та світі.

### Проєкти з неформальної освіти
«Гендерний освітній експеримент» — регіональний проєкт, розроблений та реалізований ГІАЦ «КРОНА», котрий проводився з січня 2015 року до червня 2018 року та був покликаний познайомити спільноту освітян восьми відібраних державних навчальних закладів Харківської області з гендерно-чутливим вихованням та навчанням, вільним від будь-якої дискримінації. Методологія проєкту передбачала тренінгові заняття з представницями та представниками освітянської спільноти на тематики, що дають глибше зрозуміти гендерованість освіти як інституції (див. Сексизм в освіті). Понад 490 викладачів та вихователів, які зголосилися взяти участь у експерименті, вчилися самостійно проводити експертизу навчальних матеріалів, програм та освітнього простору на наявність елементів сексизму та інших дискримінаційних аспектів. За час існування проєкту було проведено 40 тренінгових занять та одна виїзна літня школа, де роль тренерів виконували фахівчині та фахівці у гендерній тематиці Ольга Андрусик, Олег Марущенко, Олена Малахова та проректор з навчальної роботи Харківської академії неперервної освіти Тетяна Дрожжина. У ході проєкту була розроблена гендерно-чутлива наочність на різні тематики, котра була розповсюджена серед навчальних закладів Харківської області, які брали участь у експерименті, та яка залишається у вільному доступі на вебсайті організації. Проєкт допоміг учасницям розвинути свою гендерну компетентність, а також набути експертних навичок у виявленні сексистських та стререотипних елементів у шкільному просторі, підручниках та викладацькій і виховательській риториці. У результаті деякі активні учасниці експерименту долучилися до загальнонаціональної антидискримінаційної експертизи шкільних підручників.
Даний експеримент затверджений наказом від 29 жовтня 2014 року Департамент освіти і науки Харківської області як освітній проєкт регіонального рівня, який за тривалістю проведення та масштабом залучення до співпраці державних та недержавних інституцій не мав аналогів в Україні.
Гендерні тренінгові школи для освітян — несистематичні регіональні проєкти, які мають на меті надати освітянам знання про освіту як гендеровану інституцію та сприяти зміні педагогічних практик на недискримінаційні. Протягом 2010—2013 років організовані перші п’ять трирівневих гендерних шкіл для освітян Харківської області. У 2018 році у рамках «Гендерного освітнього експерименту» проведена виїзна літня школа для працівників навчальних закладів, що брали участь в експерименті та пройшли конкурсний відбір. Частина учасників цих шкіл долучилися до співпраці та створення просвітницьких матеріалів для педагогічної спільноти та батьків. У результаті були укладені та видані посібники «У пошуках гендерного виховання», «Гендерні шкільні історії» та «Гендерний педагогічний альманах».
Гендерно-чутлива наочність для шкіл та дитсадків — інформаційно-ілюстративні матеріали, призначені для використання у навчально-виховному процесі, що є гендерно-чутливою альтернативою стереотипній наочності, котра традиційно присутня у навчальних закладах. Починаючи з 2016 року, розроблено чотири частини наочності на різні теми: «Професії», «Вибір за мною», «Простір, вільний від дискримінації», «Сучасні кроки гендерної рівності». Розробка наочності здійснювалася у рамках експериментальної роботи регіонального рівня «Науково-методичні засади впровадження гендерних підходів у систему роботи навчальних закладів» та проєкту «Дитячий садок і школа: гендерний апгрейд».
Дистанційні онлайн-курси на гендерну тематику — спеціальна гендерна освітня програма, що реалізується з 2011 року, у рамках якої розроблено 5 онлайн-курсів, що містять навчальні матеріали з гендерних студій. Метою запуску програми є поширення кваліфікованих знань з гендерної тематики серед широкої аудиторії та вплив на суспільну свідомість. Всі курси знаходиться у вільному доступі на вебсторінці організації.

### Видавнича діяльність
Одним з пріоритетних напрямків своєї діяльності організація визначає видавничу. За ініціативою організації видаються аналітичні звіти та доповіді, методичні посібники, збірки матеріалів наукових конференцій та гендерний інформаційно-просвітницький журнал.
Періодика
Журнал «Я» — науково-публіцистичний гендерний журнал, котрий видається з 2003 року. Станом на березень 2019 року вийшло 45 випусків видання. Журнал зазнавав змін у ході розвитку організації. Перші випуски зосереджувалися більше на питаннях загального розвитку особистості. Наразі переважна більшість матеріалів видання присвячені саме гендерній проблематиці. За розробку образу журналу відповідає Тетяна Ісаєва, PR-менеджерка «КРОНА» і тренерка з гендерної тематики.
Методичні посібники
У 2009 році за сприяння Фонду Фрідріха Еберта в Україні було видано два посібники — «Гендерний погляд» та «Гендерний погляд-2», в яких розглядаються найтиповіші помилки, що побутують у вітчизняних ЗМІ щодо трактування гендерних аспектів. Посібники презентують аналітичний підхід до виявлення сексизму, дискримінаційних моментів та гендерних стереотипів у журналістській роботі та у медійних матеріалах. Як зазначають авторки, головною аудиторією, якій варто ознайомитися з посібниками, є журналістська спільнота, персонал медіа та студентство, що здобуває журналістський фах.
У 2010 році виданий методичний посібник «Гендерна політика в Україні» на підтримку Обласної програми забезпечення рівних прав та можливостей жінок і чоловіків у Харківській області за сприяння й фінансової допомоги Програми рівних можливостей ПРООН в Україні. Посібник насамперед рекомендований для ознайомлення державним службовцям та представникам органів місцевого самоврядування. Містить інформаційно-просвітницькі матеріали щодо питань ліквідації всіх форм дискримінації за ознакою статі, що має допомогти державним службовцям та залученим до громадського сектору або місцевого самоврядування розуміти роль державних інституцій у забезпеченні рівних прав та можливостей та жінок і чоловіків.
Протягом 2012—2013 років були видані посібники «У пошуках гендерного виховання» та «Гендерні шкільні історії», націлені на освітян, які працюють у школі й хотіли б підвищити свою гендерну компетентність, розвинути гендерну чутливість.
У 2017 році опублікований «Гендерний педагогічний альманах» — неперіодичне видання науково-методичних текстів, зібраних у ході реалізації проєкту «Гендерний освітній експеримент».

### Гендерна експертна платформа
Гендерна експертна платформа (ГЕП) — неформальне об’єднання фахівчинь у гендерних питаннях та активісток, створене 2009 року за ініціативою ГІАЦ «КРОНА» з метою консолідації зусиль в оцінюванні зрушень у гендерних питаннях в Україні та задля вирішення дискусійних аспектів гендерної проблематики. ГЕП є відкритим об’єднанням, до якого можуть долучитися всі, хто поділяє місію об’єднання та має відповідні компетенції і бажання діяти заради демократичних перетворень в Україні.
Членкині та члени об’єднання беруть активну участь у суспільному житті, підтримуючи феміністичні акції, події на гендерну тематику, публічні обговорення та виступаючи в експертній ролі для ЗМІ. Експертне коло ГЕП розробило та оприлюднило декілька відкритих петицій та звернень до органів державної влади з метою поліпшення гендерної політики в Україні.

## Хронологія активності
У 2000—2006 рр. реалізовано проєкт «Створення і розвиток регіональних жіночих освітніх центрів в Україні» в рамках міжнародної програми «Україна в Європі» за фінансової підтримки Фонду імені Гайнріха Бьолля.
У 2002—2004 рр. спільно з іншими міжнародними й українськими жіночими організаціями «КРОНА» брала участь у міжнародному проєкті «Жіноча пам'ять».
У 2003 році видано перший випуск інформаційно-просвітницького гендерного журналу «Я».
У 2004 році реалізовано проєкт «Ґендерна освіта молоді» за фінансової підтримки Фонду Mama Cash (Нідерланди).
У 2004 році «КРОНА» розробила концепцію тренінгової програми «Жінки створюють майбутнє» для жінок-лідерок неурядових організацій різних регіонів України. За 2 роки за цією програмою було проведено чотири освітні курси у Харкові, Луганську, Донецьку.
У 2007—2008 рр. реалізовано проєкт «Рівні права та рівні можливості для жінок і чоловіків у Харківській області» у рамках всеукраїнської програми «Рівна участь жінок і чоловіків в процесах прийняття рішень» за підтримки Фонду сприяння демократії Посольства США в Україні.
З 2007 року реалізовано проєкт «Жіночі освітні центри в Україні» в рамках міжнародної програми «Наша нова Європа — Польща, Чехія, Україна, Словаччина / Жіноча політика та ґендерна демократія» за підтримки Представництва в Польщі Фонду імені Гайнріха Бьолля.
16 листопада 2012 року проведено I Міжнародну науково-практичну конференцію «Гендерні революції» за підтримки Представництва Фонду імені Гайнріха Бьолля та у партнерстві з соціологічним факультетом Харківського національного університету імені В. Н. Каразіна.
У 2014 році долучилися на регіональному рівні до реалізації національного проєкту «Жінки — це 50% успіху України» за сприяння National Democratic Institute (США, представництво в Україні) і фінансової підтримки уряду Швеції, котрий став школою політичного лідерства для жінок.
У 2015 році проведено круглий стіл «Жінка у політиці: основні виклики» у місті Харкові за сприяння National Democratic Institute (США, представництво в Україні) та Харківського національного університету міського господарства імені О. М. Бекетова і фінансової підтримки уряду Швеції.
У 2016 році відбулися II Міжшкільні творчі гендерні майстерні, під час яких учителі та учительки восьми експериментальних шкіл працювали над створенням шкільної наочності, яка у подальшому використовувалася б у навчально-виховному процесі школи та дитячого садка.
Серпень-грудень 2018 року за партнерства «Українського жіночого фонду» та Фонду імені Гайнріха Бьолля проведено «Мотиваційно просвітницьку кампанію з розвитку жіночого активізму в Україні», у рамках якої підготовлено серію публіцистичних текстів та відеоматеріалів про поступ жіночого активізму, а також розроблено і запущено дистанційний онлайн-курс «Від гендерної нерівності до жіночого активізму за 30 днів».